# Manuel Beltrán
Manuel Beltrán Martinez, född 28 maj 1971 i Jaen, är en spansk före detta professionell tävlingscyklist. Han cyklade senast för det italienska UCI ProTour-stallet Team Liquigas. Beltrán blev professionell 1995 med det italienska Mapei-stallet. 
Beltrán har varit med och vunnit flera lagtempoetapper på de stora etapploppen. Han var en av Lance Armstrongs viktigaste hjälpryttare i bergen under flera av Armstrongs Tour de France-segrar. Beltrán var också kapten under flera Vuelta a España och gjorde bra ifrån sig.
Han tog sin första etappseger på åtta år under Baskien runt 2007.
Beltrán kallas för "Triqui", vilket är det spanska namnet för Kakmonstret i Sesam, eftersom han alltid hade kakor i sin ficka på cykeltröjan i början av sin professionella karriär.
Den franska tidningen L'Équipe meddelade att Beltrán testats positivt för dopning efter etapp 1 på Tour de France 2008. När resultatet av testet blev klart skickade hans stall Team Liquigas hem spanjoren och stallet stängde av cyklisten. I slutet av november samma år blev det klart att Beltrán skulle stängas av under två år.

## Meriter
- 1997
  - Clásica a los Puertos de Guadarrama
- 1999
  - Katalonien runt
  - Etapp 7, Katalonien runt
- 2004
  - 10:a, Vallonska Pilen
- 2005
  - 8:a, Romandiet runt
- 2007
  - Etapp 2, Baskien runt
  - 8:a, Critérium du Dauphiné Libéré

## Stall
- Mapei 1995–1996
- Banesto 1997–1999
- Mapei 2000–2001
- Team Coast 2002–2003
- Discovery Channel Pro Cycling Team 2003–2006
- Team Liquigas 2007–2008